# Krunel
Krunel je počítačová hra z roku 2013 pro počítače Sinclair ZX Spectrum. Hra byla vytvořena v Polsku. Autory hry je stejná programátorská skupina, která naprogramovala i hru Janosik. Hra vznikla v rámci soutěže. Na tvorbě hudby a grafiky se podílel Ziutek, člen bývalé programátorské skupiny E. S. I.
Jedná se o variaci na hry Tetris, ovšem zde je nutné místo celých celých řad poskládat vedle sebe trojice stejných symbolů vodorovně, svisle nebo úhlopříčně. Je možné si vybrat mezi různými sadami padajících symbolů. Svým tématem se jedná o kombinaci her Baku Baku, Puyo Puyo a Columns.
Hra obsahuje hudbu pro hudební čip AY-3-8912 a také pro Philips SAA 1099. Hra ukazuje extra rychlost, pro kterou bylo ZX Spectrum známé v porovnání s ostatními osmibitovými počítači. Hra funguje i na počítači Timex Sinclair 2068, u kterého využívá v něm obsažený hudební čip AY-3-8912 a porty pro joysticky, které jsou zapojeny na jiných portech procesoru Z80, než u počítačů Sinclair ZX Spectrum.